# Massacre de Beyazıt
Le massacre de Beyazıt (turc : Beyazıt katliamentı) est un massacre survenu le 16 mars 1978 à l'Université d'Istanbul, en Turquie, dans lequel 7 personnes sont mortes et 41 autres ont été blessées.

## Déroulement
Les étudiants de l'université d'Istanbul ont été attaqués avec une bombe et des coups de feu par des membres des Loups gris.

## Enquête
Orhan Çakıroğlu, le chef des Loups gris, a été condamné à 11 ans de prison en 1980, il a été libéré en appel en 1982. Après l'expiration du délai de prescription de 30 ans, la mère de l'un des tireurs a reconnu son implication et a dit qu'il avait reçu des ordres d'un officier de police. Un témoin a déclaré que la police n'avait pas poursuivi les assaillants sur les lieux.